# Paul Guigou
Pour les articles homonymes, voir Guigou.
 (août 2016).
Paul Guigou né le 15 février 1834 à Villars (Vaucluse) et mort à Paris le 21 décembre 1871 est un peintre français.

## Biographie
Paul Camille Guigou naît le 15 février 1834 à Villars (Vaucluse) dans une famille aisée d’agriculteurs et de notaires. Il va au collège à Apt où ses qualités ne passent pas inaperçues de son professeur de dessin.
Paul Guigou est ensuite clerc de notaire à Marseille de 1854 à 1861. La peinture de Gustave Courbet, qu'il découvre à l'occasion de l'Exposition universelle de 1855, l'influence fortement pendant toute sa période marseillaise. 
Il se forme aux Beaux-Arts de Marseille, une des écoles les plus originales et les plus actives en France. Le directeur Émile Loubon, proche des peintres de l'École de Barbizon, stimule chez les élèves le goût du paysage et les incite à aller peindre sur le motif. Loubon, lui donne accès aux salons qu'il organise dans le cadre de la Société des amis des arts de Marseille.
En 1863, à la mort de Loubon, Paul Guigou quitte définitivement Marseille pour Paris. Il habite au 44, rue de la Tour-d'Auvergne. Il y fréquente le café Guerbois, lieu de réunion de nombreux futurs peintres impressionnistes. Il devient l'ami du peintre méridional Frédéric Bazille, d'Alfred Sisley et de Claude Monet. Cependant, ses peintures restent essentiellement des représentations d'une Haute-Provence calme et paisible qu'il retrouve chaque été. Ses paysages, très lumineux, sont fréquemment mis en scène dans des panoramas tout en largeur qui donnent une part importante à un ciel bleu éclatant. Ces sujets de prédilection s'étendent des garrigues du Luberon aux bords de la Durance, du Plan-d'Orgon à Saint-Saturnin-lès-Apt, des collines d’Allauch à l’étang de Berre. Ses peintures sont régulièrement exposées de 1863 à 1870 au Salon de Paris.
Ayant quitté la capitale avant la guerre et la Commune, Paul Guigou y revient, engagé par la baronne de Rothschild comme professeur de dessin, poste qui devait enfin lui assurer un revenu stable. Il meurt subitement le 21 décembre 1871 des suites d'une congestion cérébrale. Après sa mort, son œuvre tombe dans l'oubli pendant près de trente ans ; c'est l'Exposition centennale de l'art français de 1900, organisée dans le cadre de l'Exposition universelle de 1900 à Paris, qui la fera redécouvrir. Au XXIe siècle, quelques expositions, notamment à Paris (musée Marmottan Monet en 2004, réunissant 118 de ses toiles, aquarelles et dessins) et à Marseille (musée des Beaux-Arts en 2005), permettent de le faire mieux connaître.
Ses toiles sont conservées, entre autres, en France au musée d'Orsay et au musée des Beaux-Arts de Marseille.

## Œuvre
- Route de la Gineste, près de Marseille, 1859, huile sur toile, 89 × 117 cm, Paris, musée d'Orsay [5].
- La Lavandière, 1860, huile sur toile, 81 × 59 cm, Paris, musée d'Orsay[2].
- Paysage de Provence, 1860, huile sur toile, 54 × 81 cm, Paris, musée d'Orsay[6].
- Colline de Saint-Loup 1860, huile sur bois, 27 × 39 cm, musée des Beaux-Arts de Carcassonne[7].
- Les Collines d’Allauch, 1862, huile sur toile, 108 × 199 cm, musée des Beaux-Arts de Marseille[8].
- Lavandière au ruisseau, 1862, huile sur toile, 38 × 56 cm, musée des Beaux-Arts de Marseille.
- Les Bords de la Durance, 1862, huile sur toile, 21 × 47 cm, Marseille, musée Regards de Provence[9].
- Les Grands saules, 1864, huile sur toile, musée des Beaux-Arts de Marseille.
- Le Village de Saint-Paul au bord de la Durance, 1865, huile sur toile, 65 × 150 cm, Pasadena, Norton Simon Museum[10].
- Les Pins au bord de la Durance, 1869, huile sur toile, 23 × 45 cm, musée des Beaux-Arts de Marseille.
- Les Rives de la Durance à Saint-Paul, 1864, huile sur toile, 62 × 148 cm, Art Institute of Chicago[11].
- Durance, 1866, huile sur toile, 66 × 118 cm, Fort Worth, musée d'Art Kimbell[12].
- La Vallée de la Durance, 1869, huile sur bois, Hambourg, Kunsthalle.
- Route au bord de la Méditerranée, près de Marseille, 1866, huile sur toile, 65 × 117 cm, vente Christie's 2004[13], localisation inconnue.
- Autoportrait, 1869, huile sur bois, 40 × 29,5 cm, Avignon, musée Calvet[14].
- Paysage Provençal, 1869, huile sur bois, 24 × 40 cm, Montpellier, musée Fabre[15].
- Paysage à Martigues,  1869, huile sur toile, 28 × 46 cm, Pasadena, Norton Simon Museum[16].
- Paysage du sud de la France, 1870, huile sur panneau, 18 × 45 cm, Pasadena, Norton Simon Museum[17].

Dates non documentées
- Le chemin de la colline, huile sur toile, 40 × 47,5 cm, musée d'Art de Toulon.
- Bords de l'Arc, huile sur toile, 26 × 41 cm, musée d'Art de Toulon.
- Collines de Provence, Cannes, musée de la Castre.
- Paysage, Athènes, Pinacothèque nationale[18].

Œuvres de Paul Guigou
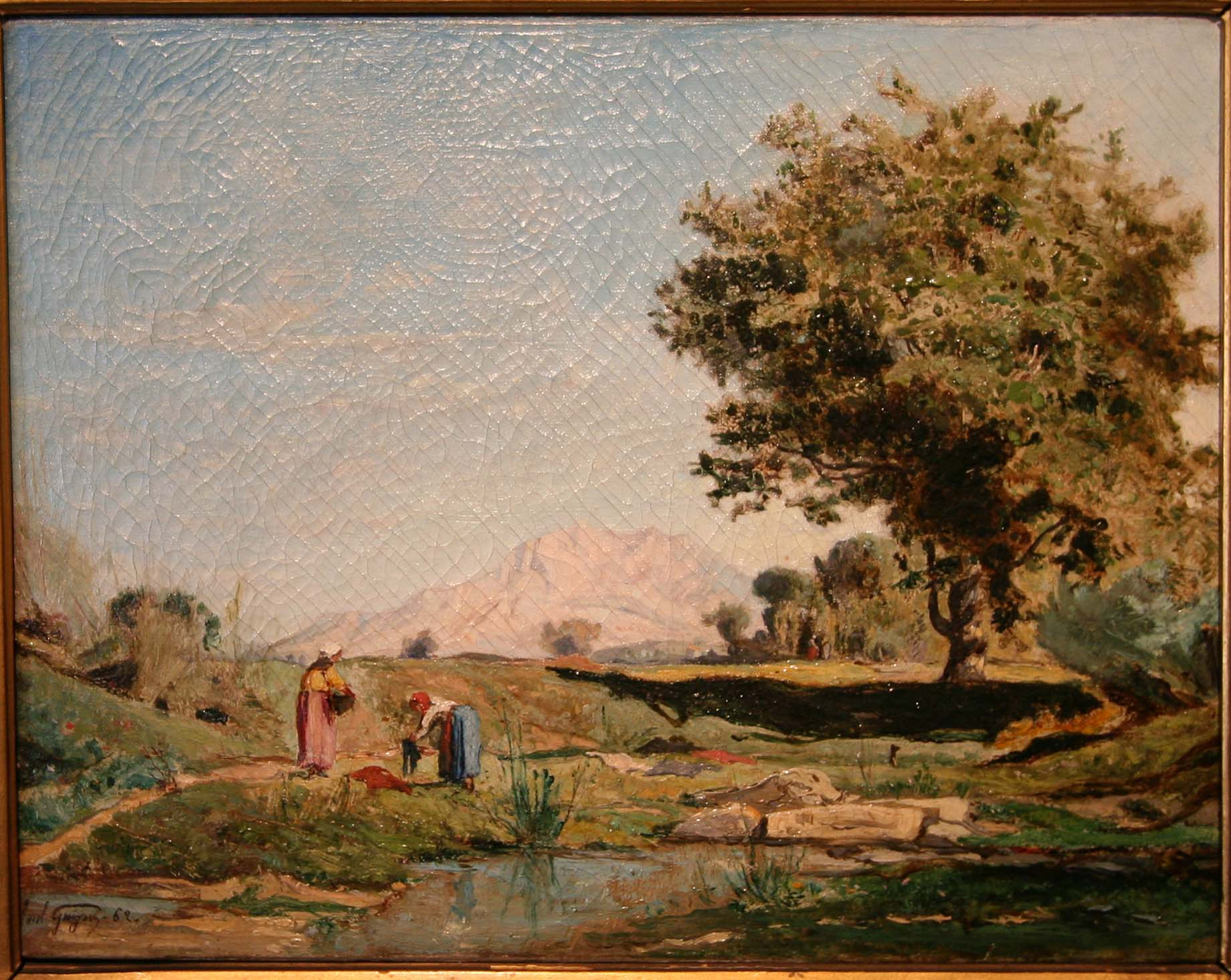
Deux lavandières (1852) Marseille, musée Grobet-Labadié.
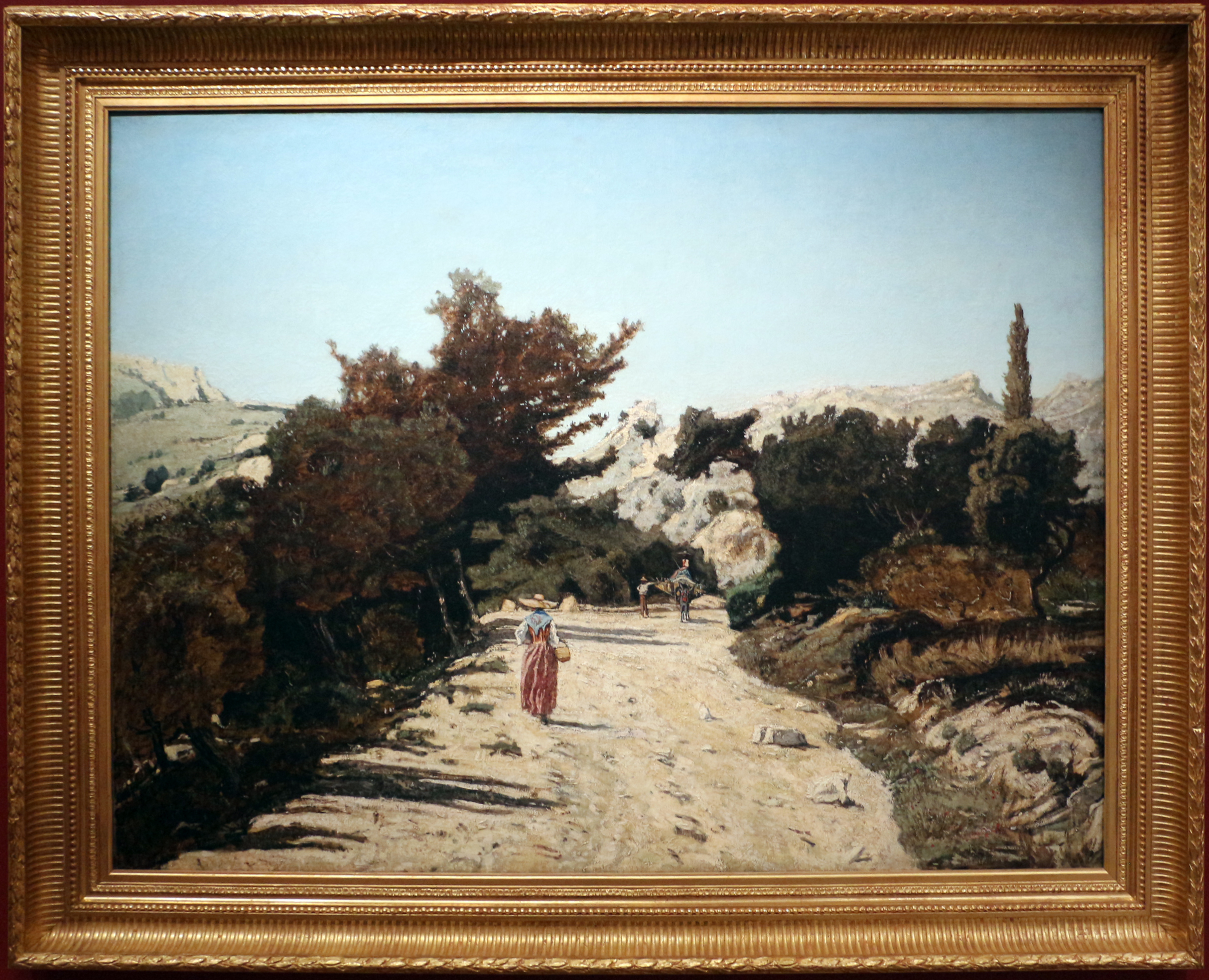
Route de la Gineste, près de Marseille (1859) Paris, musée d'Orsay.
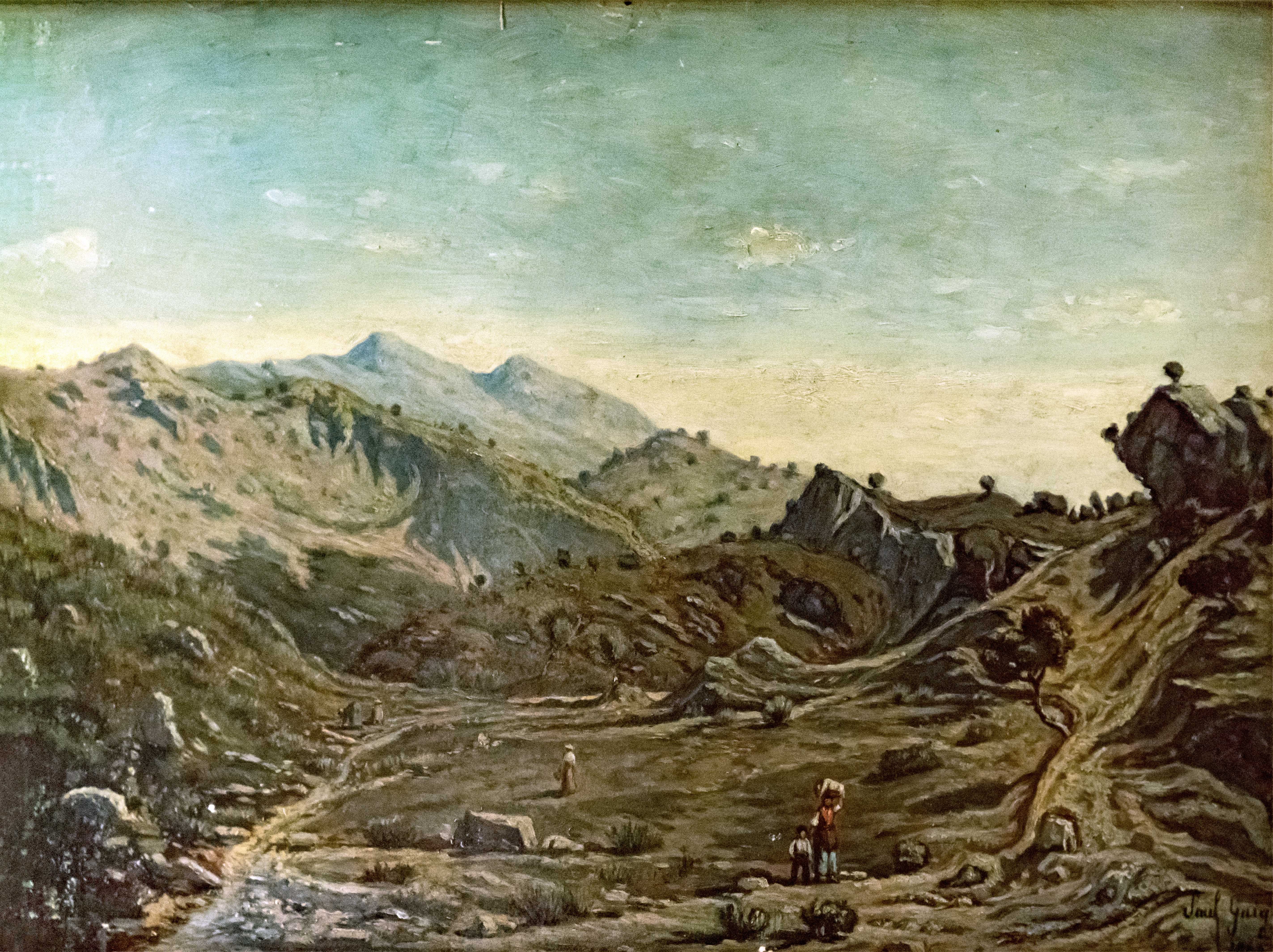
Colline de Saint-Loup (1860) musée des Beaux-Arts de Carcassonne.
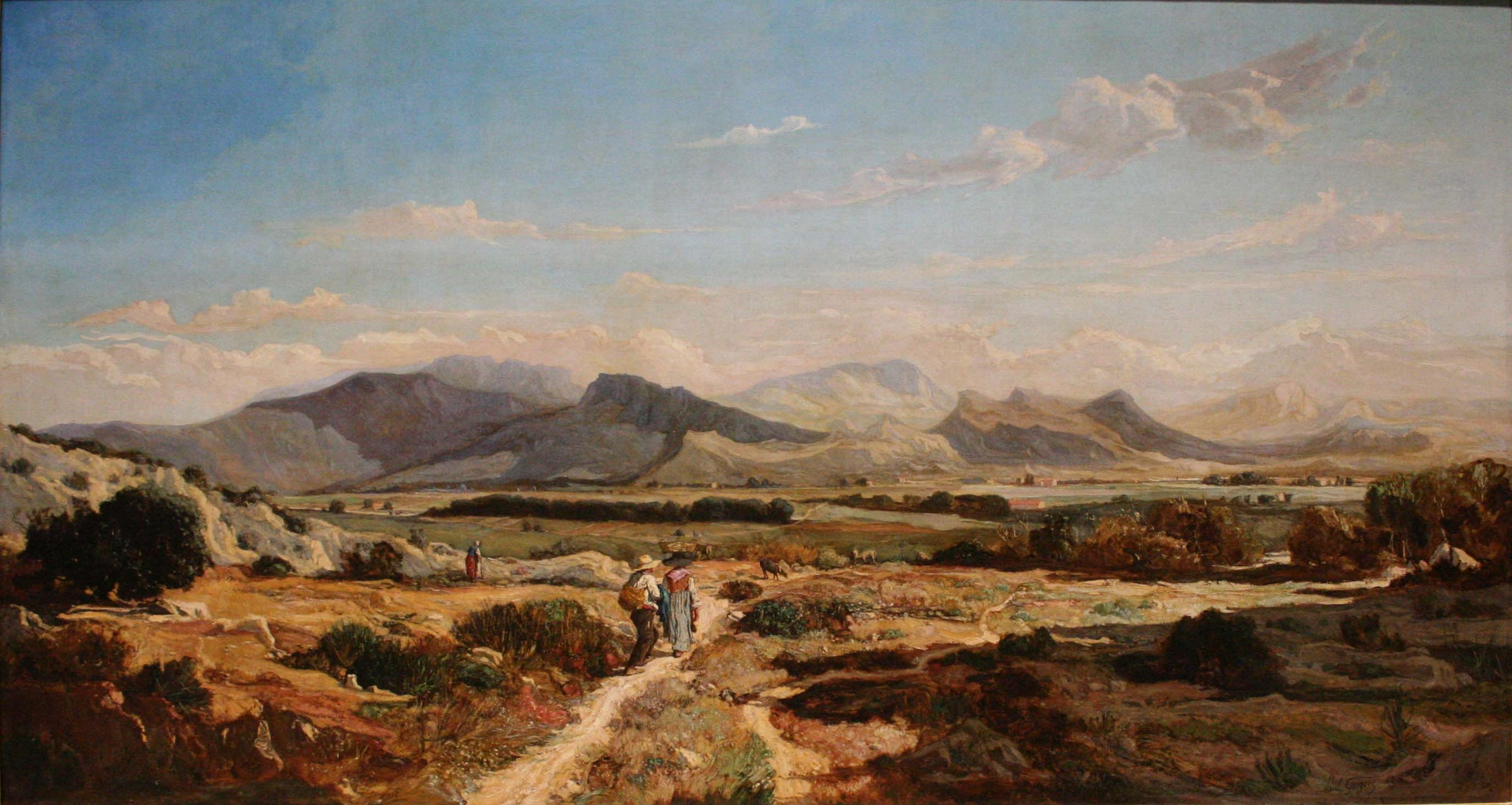
Les Collines d'Allauch (1862) musée des Beaux-Arts de Marseille.
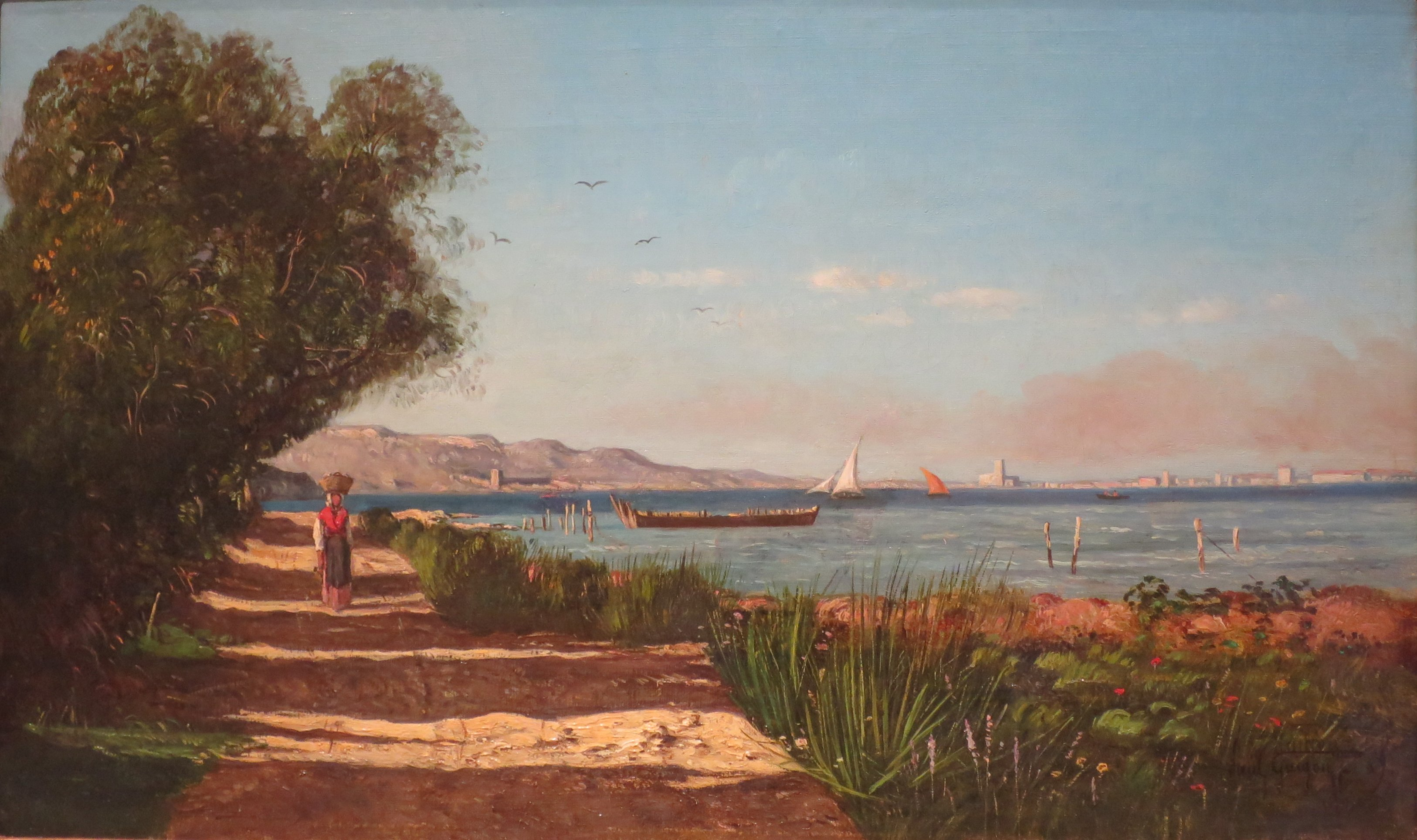
Paysage de Martigues (1869) Pasadena, Norton Simon Museum.
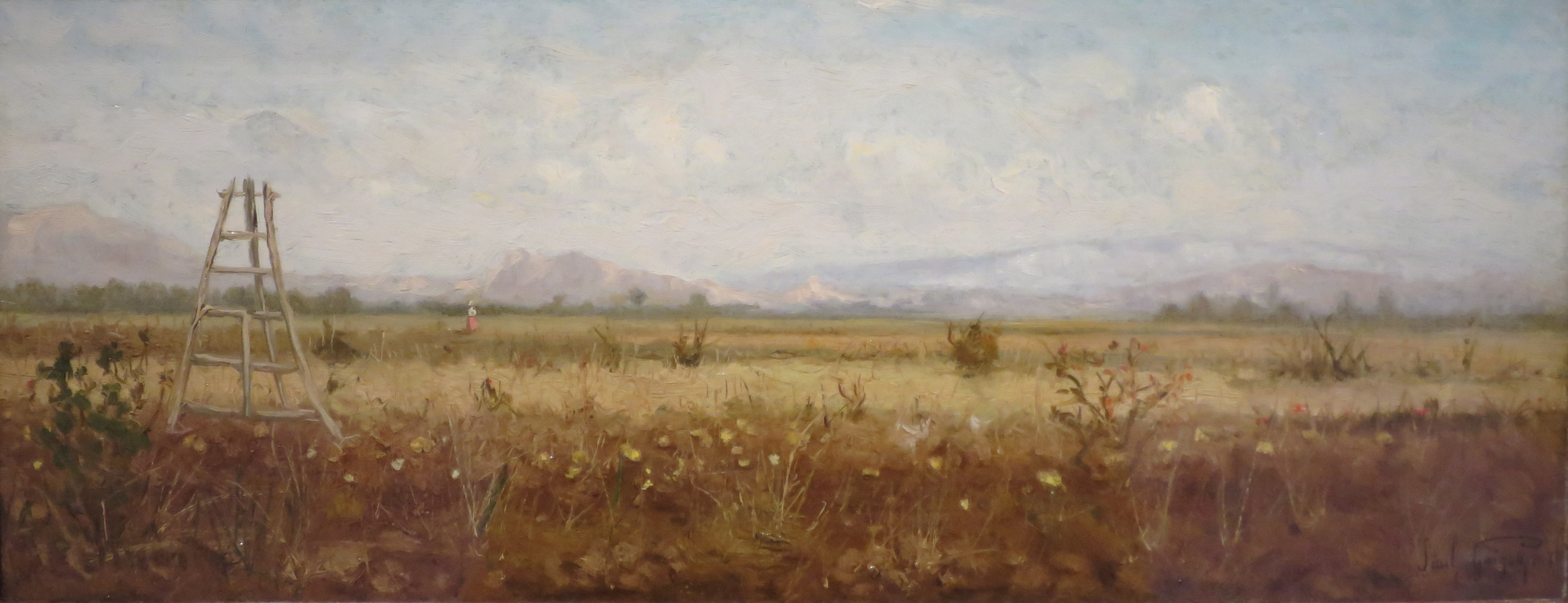
Paysage provençal (1870) Pasadena, Norton Simon Museum.
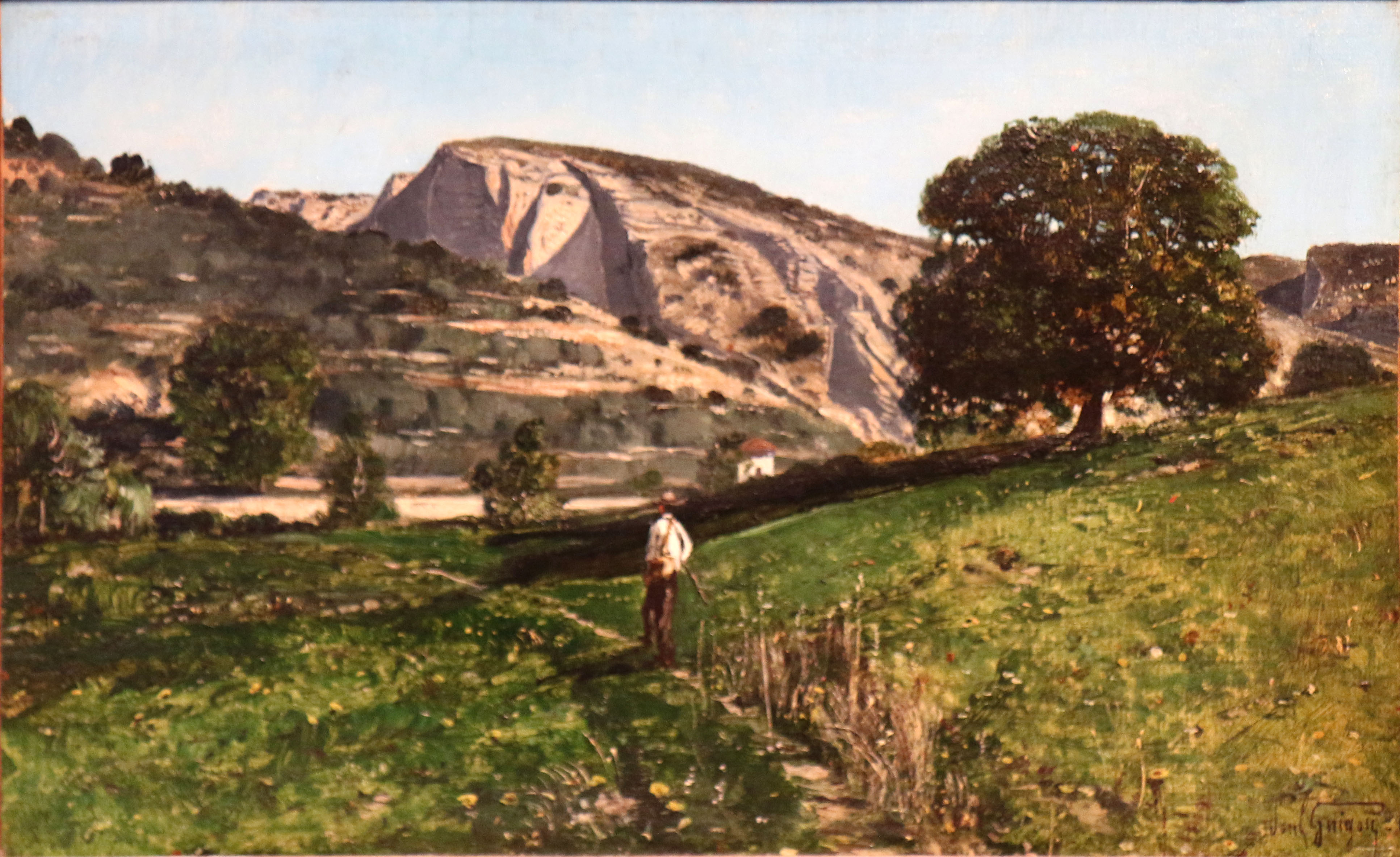
Collines de Provence Cannes, musée de la Castre.